# Enric Margall
Enric Margall, né le 28 août 1944, à Malgrat de Mar, en Espagne et décédé le 24 octobre 1986, à Minorque, en Espagne, est un ancien joueur espagnol de basket-ball. Il évolue durant sa carrière au poste d'ailier fort. Il est le frère de Narcís et Josep Maria Margall.

## Palmarès
- Finaliste du championnat d'Europe 1973